# Agata Bielik-Robson
Agata Bielik-Robson, Agata Bielik-Michalska (ur. 6 czerwca 1966 w Warszawie) – polska filozofka i publicystka. Zajmuje się filozofią podmiotowości, postsekularyzmem, myślą judaistyczną oraz wpływem psychoanalizy i formacji romantycznej na filozofię.

## Życiorys
Córka Mirosława, doktora elektroniki jądrowej zatrudnionego na Wydziale Badań Termonuklearnych (od 1997 Wydział Fizyki i Technologii Plazmy) Instytutu Badań Jądrowych w Otwocku-Świerku i przedsiębiorczyni z wykształceniem biologicznym. Jej ojciec pochodził z łódzkiej rodziny kolejarskiej  i miał korzenie na Morawach, w odróżnieniu od swojego ojca nie przystąpił do Polskiej Zjednoczonej Partii Robotniczej; jej matka wywodziła się z warszawskiej burżuazji pochodzenia żydowskiego, zdeklasowanej do inteligencji . Dorastała w domu rodziny ze strony matki w Aninie . W 1972 została ochrzczona przez opiekunkę w parafii Najświętszego Serca Pana Jezusa w Bukowinie Tatrzańskiej , w drugiej połowie lat 70. jej katechetą w parafii Matki Bożej Królowej Polski w Aninie był ks. Jerzy Popiełuszko . Lato 1980 spędziła u rodziny matki w Dearborn w stanie Michigan, gdzie według własnej relacji jej poglądy polityczne ukształtowała lektura Archipelagu GUŁag Aleksandra Sołżenicyna, a po powrocie do kraju uczestniczyła u boku matki w demonstracjach opozycyjnych . Absolwentka IX Liceum Ogólnokształcącego im. Klementyny Hoffmanowej w Warszawie. Przez większość lat 80. pracowała w firmie deratyzacyjnej swojej matki . Uczestniczyła w działalności Pomarańczowej Alternatywy, Totartu i pisma „brulion”, finansowanego wówczas przez Centralną Agencję Wywiadowczą za pośrednictwem Ireny Lasoty . Ukończyła filozofię na Uniwersytecie Warszawskim (1989). 
Po studiach podjęła pracę w Zakładzie Filozofii Kultury Polskiej Akademii Nauk pod kierownictwem Katarzyny Rosner. W 1990/1991 dzięki stypendium Fundacji Batorego studiowała filozofię na Uniwersytecie Oksfordzkim, gdzie była słuchaczką seminarium Leszka Kołakowskiego z filozofii Barucha Spinozy w All Souls College. Po powrocie rozpoczęła studia doktoranckie w PAN, po czym w 1992 wyjechała w ramach stypendium im. Josepha Conrada udzielonego przez ambasadę Wielkiej Brytanii w Warszawie do Goldsmiths na Uniwersytecie Londyńskim . W 1993 weszła w skład redakcji kwartalnika „Res Publica Nowa” . W 1995 doktoryzowała się w Instytucie Filozofii i Socjologii PAN broniąc pracy poświęconej kryzysowi podmiotu we współczesnej filozofii. Gościła na Uniwersytecie Yale, gdzie nawiązała kontakt z krytykiem literackim Haroldem Bloomem i na Uniwersytecie Chicagowskim.
W 1999 opuściła „Res Publikę Nową” na tle sprzeciwu wobec publikacji tekstu Bożeny Umińskiej o antysemityzmie Stefana Żeromskiego . Współpracowała następnie jako publicystka z „Życiem”, „Dziennikiem” i „Krytyką Polityczną”.
Pracuje na Wydziale Teologii Uniwersytetu w Nottingham, gdzie jest profesorem studiów żydowskich oraz w Instytucie Filozofii i Socjologii PAN. Wykłada w Collegium Civitas, Szkole Nauk Społecznych i Ośrodku Studiów Amerykańskich Uniwersytetu Warszawskiego. Członkini Stowarzyszenia Naukowego Collegium Invisibile.
Do wypromowanych przez nią w IFiS PAN doktorów należą Zofia Król (2011) i Kuba Mikurda (2011).

## Publikacje

### Autorskie
- Na drugim brzegu nihilizmu. Filozofia współczesna w poszukiwaniu nowego podmiotu, IFiS PAN, Warszawa 1997.
- Inna nowoczesność. Pytania o współczesną formułę duchowości, Universitas, Kraków 2000.
- Duch powierzchni. Rewizja romantyczna i filozofia, Universitas, Kraków 2004 (nominacja do Nagrody im. Jana Długosza 2005[15])
- Życie i cała reszta. Marshalla Bermana marksizm romantyczny, [w:] Marshall Berman, Wszystko, co stałe rozpływa się w powietrzu, tłum. Marcin Szuster, Universitas, Kraków 2006.
- Romantyzm, niedokończony projekt. Eseje, Universitas, Kraków 2008.
- "Na pustyni" – kryptoteologie późnej nowoczesności, Universitas, Kraków 2008.
- The Saving Lie: Harold Bloom and Deconstruction, Northwestern University Press, 2011.
- Bielik-Robson. Żyj i pozwól żyć. Rozmawia Michał Sutowski, Wydawnictwo Krytyki Politycznej, Warszawa 2012.
- Kłopot z chrześcijaństwem. Wieczne gnicie, apokaliptyczny ogień, praca (z Tadeuszem Bartosiem), Warszawa 2013.
- Deus otiosus. Nowoczesność w perspektywie postsekularnej (red., z Maciejem A. Sosnowskim), Warszawa 2013.
- Polska wspólnota fantazmatyczna, [w:] Kim są Polacy, Biblioteka Gazety Wyborczej, Warszawa, 2013.

### Tłumaczenia
- Harold Bloom, Lęk przed wpływem. Teoria poezji (z Marcinem Szustrem), Universitas, Kraków 2002.

## Życie prywatne
W 1994 wyszła za poznanego na Goldsmiths brytyjskiego studenta socjologii Garry'ego Robsona, uzyskując prawo do stałego pobytu w Wielkiej Brytanii . W 1999 związała się z publicystą Cezarym Michalskim, którego spotkała w 1994 jako dyrektora redakcji kulturalnej TVP1 występując w programie „Pegaz” . Mieszka w Aninie.